# Stiptopodius nodieri
Stiptopodius nodieri là một loài bọ cánh cứng trong họ Bọ hung (Scarabaeidae).